# Paideia
Paideia (in greco antico: παιδεία?, paidéia), che significa formazione o educazione, è il termine che nell'antica Grecia denotava il modello pedagogico in vigore ad Atene nel V secolo a.C., riferendosi non solo all'istruzione scolastica dei fanciulli, ma anche al loro sviluppo etico e spirituale al fine di renderli cittadini perfetti e completi, una forma elevata di cultura in grado di guidare il loro inserimento armonico nella società.

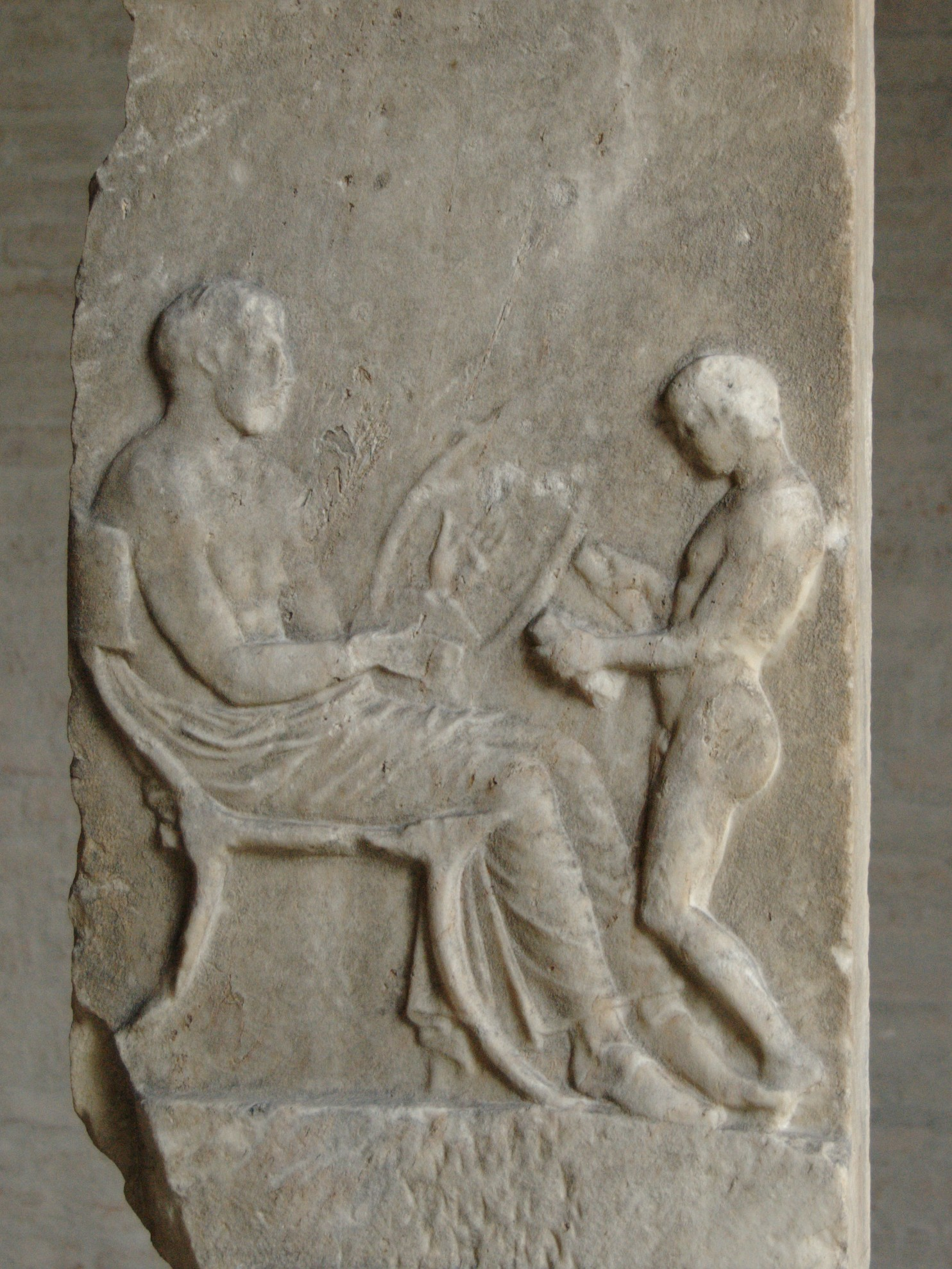
Recita di poesie da parte di un giovane accompagnato da un musico (rilievo funerario risalente all'incirca al 420 a.C., Gliptoteca di Monaco). Per molto tempo una delle forme di trasmissione della cultura fu la recitazione poetica.

Sorto in epoca omerica, il concetto rimase sostanzialmente immutato nel corso dei secoli, pur nel variare delle sue forme di applicazione e delle discipline coinvolte, e continua ad interessare molti educatori e pensatori contemporanei.

## Significato
Derivante da paîs, paidós, «ragazzo», il significato di paideia ha generato un ampio dibattito tra gli storici, dando luogo a opinioni divergenti, e persino in Grecia veniva inteso in modi diversi a seconda dei periodi. Prevalevano tuttavia certi canoni standard di insegnamento: inizialmente il suo campo di applicazione era limitato all'istruzione della ginnastica e della musica, quest'ultima nel senso delle discipline presiedute dalle Muse, che comprendevano, tra le altre, elementi di storia, eloquenza, danza, religione e musica stessa.
In seguito il termine venne equiparato dai sofisti a una forma di abilità retorica e pratica, oppure utilizzato in senso filosofico e scientifico da Socrate, e poi soprattutto da Platone e Aristotele. Nel suo significato più alto, la paideia indica non tanto un semplice metodo educativo, ma un ideale, il risultato di questo processo pedagogico, un obiettivo da perseguire lungo tutta la vita.
Assurgendo a sinonimo di civiltà e cultura, la paideia divenne in definitiva l'appellativo di un'educazione che, a differenza del barbaro, distingue le persone civilizzate, mirante a rendere l'essere umano veramente tale.

## Lapaideiain Grecia
(Henri Irénée Marrou, Storia dell'educazione nell'antichità, Roma, Studium, 1950)

### Età omerica

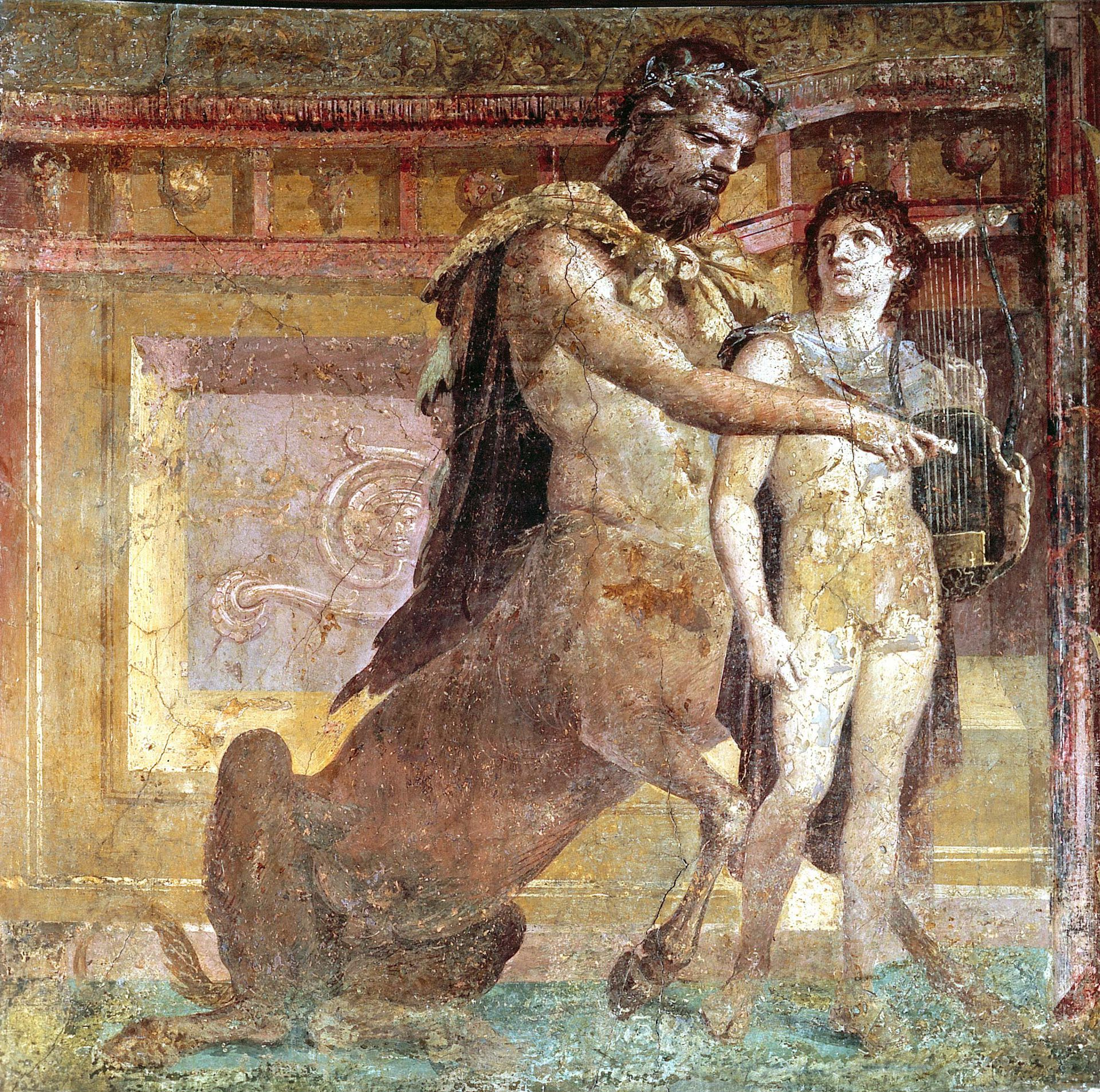
Achille allievo del centauro Chirone

Nel periodo più arcaico della Grecia antica, la questione della formazione umana, sorta prevalentemente in un contesto aristocratico, trasse dai poemi omerici le sue prime ispirazioni, in particolare dai modelli offerti dagli eroi Achille e Odisseo.
(Omero, Iliade, IX, v. 185 e segg.)
Distinguendosi per le doti cavalleresche come coraggio, generosità e lealtà, l'eroe omerico dava esempio di abilità sia con la lancia, sia allo stesso tempo parlando con competente eloquenza nel consiglio e nell'assemblea.
La paideia omerica consisteva così nell'accettazione dei modelli degli antenati, nell'imitazione da parte dei ragazzi delle tradizioni e della condotta esemplare dei loro avi e dei loro "idoli", di solito i migliori atleti e guerrieri, in un processo di trasmissione della cultura basata principalmente sulla comunicazione orale. Non a caso l'educazione comportava la recitazione e la memorizzazione della poesia omerica, usata non come semplice intrattenimento, ma come strumento didattico e moraleggiante.

### Periodo classico

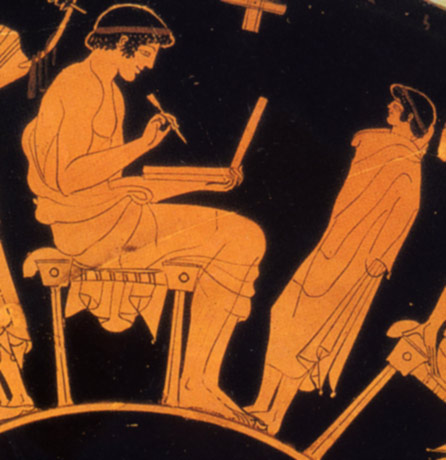
Lezione di un maestro ad uno studente (coppa attica di Duride, 500 a.C., Berlino)

Con l'avvento del periodo classico, a partire dal VII secolo a.C., l'ideale della paideia giunse progressivamente a maturazione con l'enfatizzazione delle virtù del cittadino, quali l'obbedienza alle leggi e la dedizione alla vita collettiva della polis, nella quale l'individuo poteva approdare a quella realizzazione e perfezionamento di sé conosciute come kalokagathia (propriamente «bellezza e bontà»), fatta cioè di qualità sia esteriori che interiori.
Lo spirito della paideia raggiungerà il culmine nel V secolo a.C., compendiato da Sofocle nella tragedia dell'eroe, che nella sofferenza «realizza il proprio destino e insieme se stesso».
Il modello educativo dell'Atene classica prevedeva che l'istruzione dei giovani si articolasse secondo due rami paralleli:
- la paideia fisica, comprendente la cura del corpo e il suo rafforzamento;
- la paideia mentale o spirituale, volta a garantire una socializzazione armonica dell'individuo nella polis, ossia all'interiorizzazione di quei valori universali che costituivano l'ethos della città.

Lo spirito di cittadinanza e di appartenenza costituivano infatti un elemento fondamentale alla base dell'ordinamento politico-giuridico delle città greche. L'identità dell'individuo era pressoché intessuta da quell'insieme di norme e valori che costituivano l'identità del popolo stesso, tanto che, più che di processo educativo o di socializzazione, si potrebbe parlare di un processo di acquisizione dell'ethos politico, il quale nella mentalità dei Greci rifletteva l'ordine naturale del cosmo.
(Werner Jaeger, introduzione a Paideia. La formazione dell'uomo greco, 1944)

#### Percorso formativo

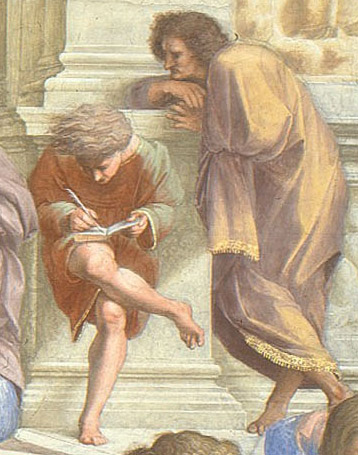
Uno scolaro assistito da un pedagogo, dettaglio da La scuola di Atene di Raffaello (1509)

Mentre le ragazze venivano istruite prevalentemente in casa, il sistema educativo dell'antica Grecia riguardava esclusivamente i maschi. Esso era per lo più organizzato e finanziato privatamente, non essendo l'istruzione ancora considerata un compito dello Stato, sebbene Atene avesse anche alcune pubbliche palestre e scuole di grammatica. Una disposizione di Solone, inoltre, aiutava i padri dei bambini poveri ad offrire ai loro figli una formazione professionale.
L'elemento fisico dell'educazione dei giovani ateniesi si basava in una prima fase su un rigoroso addestramento ginnico, in base all'idea che un corpo sano favorisce un pensiero sano e viceversa; successivamente si aggiungeva quello bellico, essendo la guerra una fra le attività considerate più nobili e virili dell'uomo greco; per arrivare infine al completamento dell'istruzione rappresentato dalla formazione politica, vero centro della cittadinanza ateniese, e apice verso il quale era indirizzato l'intero processo educativo.
È proprio questa paideia culturale che interessava maggiormente a Platone, ed è infatti su questa che fonderà le basi del suo progetto di rinnovamento, ma al tempo stesso anche conservazione dell'uomo greco.
Il sistema di istruzione anteriore al V secolo a.C. non era ancora ben strutturato: molto dipendeva dall'iniziativa individuale, e in genere l'insegnamento non aveva una durata prefissata. L'educazione formale copriva a ogni modo l'età dai 6 ai 16 anni.
L'istruzione elementare avveniva a volte sotto la guida di un maestro o di un pedagogo, di solito uno schiavo che accompagnava il ragazzo mentre andava a scuola e gli dava istruzioni sulla giusta condotta da tenere. Le punizioni corporali non erano rare. Per il resto, la legge vietava ad altri adulti di entrare nella scuola durante la lezione.
Accanto a quella elementare vi era la formazione nel Gymnasium: si trattava di una "scuola di lotta", gestita da privati, oppure adibita agli sport per la preparazione di atleti, anche adulti, che avrebbero dovuto partecipare ai Giochi olimpici. Vi si addestravano inoltre i soldati entrati nella vita militare, sotto l'egida di funzionari governativi.
Dopo i quattordici anni i ragazzi provenienti da famiglie benestanti avevano la possibilità di frequentare la scuola secondaria, dove superata l'epoca omerica dell'oralità, col diffondersi dell'alfabetizzazione, le materie principali erano la lettura, la scrittura, l'aritmetica, la musica, e come sempre la ginnastica, comprendente il pugilato, il nuoto, il tiro con l'arco e le fionde. Successivamente vi si aggiunsero il disegno e la pittura. Le lingue straniere non venivano generalmente insegnate.
All'età di diciotto anni un giovane diventava infine un efebo, la cui formazione consisteva in un addestramento militare di tre anni, accompagnato da lezioni di retorica, letteratura, musica e geometria. A Sparta si imparava la gimnopedia, mentre ad Atene gli efebi erano organizzati democraticamente in una sorta di autogoverno e assumevano incarichi importanti in organismi di difesa e nelle cerimonie pubbliche. All'età di 21 anni si diventava quindi maggiorenni a tutti gli effetti.

### I sofisti
Se fino al V secolo a.C. l'obiettivo fondamentale della paideia era la formazione aristocratica del singolo uomo nel senso della kalokagathia, l'arrivo di numerosi sofisti stranieri ad Atene esercitò un profondo impatto sul sistema educativo, riducendo al minimo gli aspetti ginnici ed esaltando quelli intellettuali e letterari. Allo stesso tempo, costoro miravano a intervenire sulla formazione di secondo grado riservata agli adolescenti anziché su quella primaria dei bambini, integrandola con forme di specializzazione che in precedenza non erano facilmente accessibili o sistematizzate.
Grandi oratori e argomentatori, concentrati nei luoghi più in vista come l'agorà e le palestre pubbliche, i sofisti rivoluzionarono la paideia nel senso di un maggiore individualismo, basato sulla padronanza della techne, cioè della tecnica soprattutto retorica con cui intendevano sostituire qualsiasi valore di verità e giustizia con la pratica chi si reputa «esperto». Per questo Socrate metteva in guardia dalla degenerazione sofistica del sapere e del «saper fare», mostrando che l'esperto non sa cos'è il bene nei confronti dell'umanità nel suo insieme.

### Paideiaplatonica

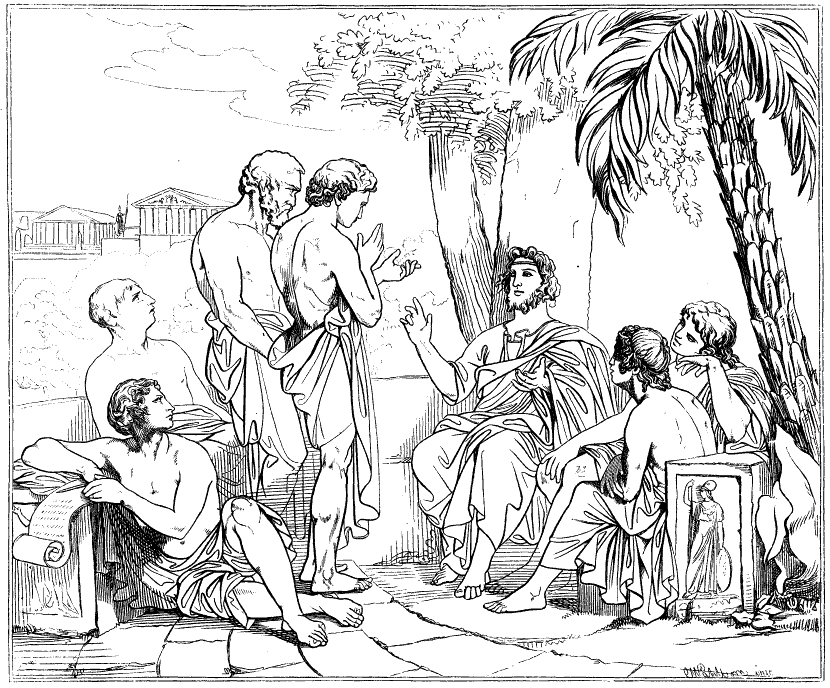
L'Accademia platonica in una xilografia di Carl Wahlbom (1879)

Opponendosi ai sofisti, anche Platone, allievo di Socrate, sottolineò come una sana istruzione dovesse porre al centro dei suoi sforzi educativi l'anima delle persone. Accusando i sofisti di commercializzare le loro conoscenze, dietro cui mancava una vera coscienza critica, Platone nella sua Accademia vi contrappose una paideia su basi filosofiche e scientifiche, nella quale avrebbe dovuto essere lo Stato, secondo il suo progetto di città ideale, a farsi carico dell'educazione.
Questa per Platone doveva coprire l'intera vita dell'uomo, evolvendo gradualmente da un insegnamento ginnico e musicale ad una formazione generale nelle discipline matematiche e oratorie, fino al più alto livello della dialettica, raggiunto solo da pochi, in cui si ha l'intuizione dell'idea del Bene, alla luce della quale si impara a riconoscere la verità e il modo più corretto di agire in vista della felicità.
Come affermato da Werner Jaeger nella sua opera dedicata all'argomento, intitolata Paideia, tutta la filosofia di Platone rimase protesa verso questo obiettivo educativo.
(Giovanni Reale, "Paideia" o metafisica delle Idee a proposito del "Platone" di Werner Jaeger, su "Rivista di Filosofia Neo-Scolastica", pag. 42, Milano, Vita e Pensiero, 1956)
Analogamente Aristofane sosteneva nelle Nuvole che lo scopo dell'educazione non dovesse semplicemente far acquisire il dominio sulle materie insegnate, ma anche produrre eccellenza morale, congiungendo le capacità mentali e fisiche ad un carattere sano, per rendere l'uomo un cittadino migliore.

### L'influsso di Isocrate
Accanto a quella platonica, grande influsso esercitò la paideia insegnata da Isocrate, che seppur distinguendosi dai sofisti, tornò a rivalutare la retorica. L'obiettivo isocrateo era la costruzione di una pratica educativa e politica coerente, che armonizzasse a livello individuale, civico e panellenico l'eccellenza oratoria con l'elevazione morale espressa dal discorso, e con uno status di filosofo privo tuttavia di basi teoriche e metafisiche. La conoscenza della letteratura andava per lui coniugata con un idioma intelligente, e insegnata attraverso l'amore per la bellezza.
Contro di lui prese posizione Aristotele, che difendendo la paideia platonica, nella sua opera intitolata Grillo rilevò come la retorica, perché fosse autentica, anziché fondarsi sui sentimenti non potesse essere disgiunta dalla ricerca del vero. Elogiando la responsabilità avvertita dagli Spartani nel formare i giovani, Aristotele ribadì l'importanza di una paideia pubblica, sostenuta dallo Stato, che dovrebbe fare dell'educazione il suo obiettivo principale.

## Evoluzione dellapaideia
(Giovanni Reale, introduzione a Werner Jaeger, Paideia, Bompiani, 2003)
Il modello della paideia venne ripreso dai Romani, ricevendo la sua forma umanistica occidentale più nota, andando a influenzare così in maniera determinante non solo il modo di pensare degli antichi greci, ma anche in genere dell'Occidente europeo.
L'alta reputazione di cui godette la cultura greca durante l'ellenismo, infatti, fece sì che i Romani adottassero molti dei suoi principi, traendo ispirazione dalla paideia per organizzare il proprio sistema educativo, e diffondendolo in tutto il Mediterraneo, sebbene riadattandolo in forme più utilitaristiche e individualizzate. Persino in Palestina si hanno testimonianze dell'istituzione di scuole greco-romane, nonostante la resistenza dei religiosi ebrei che erano contrari alla concorrenza che queste esercitavano rispetto agli insegnamenti delle sinagoghe, e disapprovavano inoltre la nudità praticata nelle palestre. La frequentazione delle scuole greche divenne tuttavia indice di prestigio sociale.
Sul piano culturale l'ideale greco della paideia si identificò con quello latino di humanitas, ad esempio in Aulo Gellio, Marco Terenzio Varrone,, e Marco Tullio Cicerone, il cui modello di perfetto oratore esigeva lo studio della storia, della legge e della filosofia. A partire dal II secolo d.C., dopo che l'educazione letteraria era ormai divenuta preminente, la paideia divenne il compendio di una rinnovata temperie culturale e di un'attitudine atticista.
Sebbene fungesse inizialmente da segno di distinzione rispetto ai "barbari" e ai semplici cristiani, con l'emergere del cristianesimo la tradizione della paideia venne portata avanti dai primi Padri della Chiesa, come Clemente di Alessandria, Origene, Gregorio di Nissa o Agostino d'Ippona che l'armonizzarono con i fondamenti della nascente teologia. Come sostenuto da Davey Naugle, «in questo contesto, l'apprendimento divenne una forma di disciplina cristiana, una parte del discepolato e persino una forma di adorazione». Conciliando l'educazione classica pagana con la dottrina ebraico-cristiana, la paideia greca venne riadattata alla luce della nuova fede, sicché adesso Gesù Cristo appariva come l'insegnante divino più perfetto, e la Bibbia come un compendio educativo essenziale. La forte formazione retorica offerta dal sistema greco-romano, unita alla conoscenza della filosofia greca, fornì una solida base ai pensatori cristiani per difendere al meglio la loro fede religiosa in pubblico, e rendere ragione dei suoi fondamenti.
Per tutto il Medioevo restò vivo l'ideale di formare integralmente una persona completa, retta e ben inserita nella società, dando luogo a numerosi trattati per ampliare la conoscenza sull'uomo, sulla natura e su Dio. Questo desiderio di universalità fu alla base di un'educazione scolastica di alto livello, basata sulle autorità classiche, e consacrata nella formula del trivio e del quadrivio, che pose le basi per la nascita e il consolidamento del sistema universitario. In età moderna permase l'interesse degli umanisti rinascimentali a modellare un tale uomo universale, ma il rafforzamento della scienza e della sperimentazione individuale ha dato maggiore enfasi alla ricerca critica e obiettiva della verità, diminuendo e minando i paradigmi universalistici della formazione greca e medievale.
In età romantica il concetto di paideia divenne sinonimo del termine tedesco Bildung.

## Età contemporanea

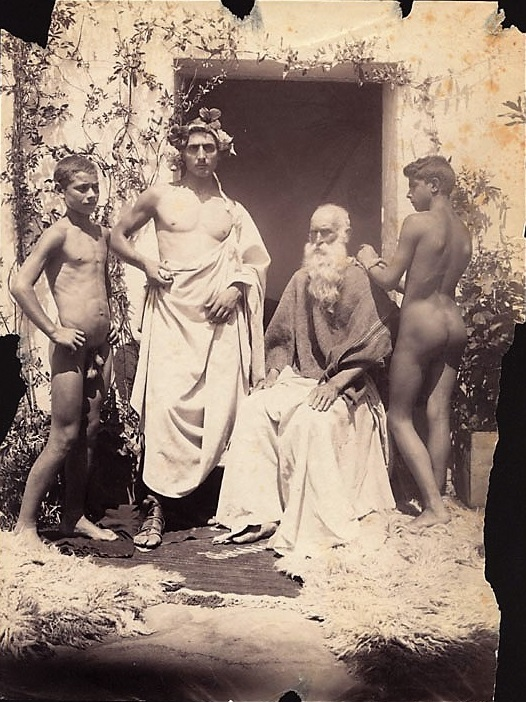
Ricostruzione fotografica dell'Accademia platonica (dall'archivio di Wilhelm von Pluschow)

L'ideale greco della paideia esercita ancora oggi una grande attrazione per storici, filosofi ed educatori contemporanei, ed è stato oggetto del XX Congresso Mondiale di Filosofia organizzato dalla Federazione internazionale delle società di filosofia a Boston nel 1998. Da più parti viene proposto come una formula valida anche per la società attuale, considerando la frammentazione e la superficialità dell'educazione odierna, unita alla perdita di solidi riferimenti morali.
(Daise Diniz)
Progetti moderni come il liceo classico ideato da Gentile, ed altre scuole a tempo pieno con un curriculum diversificato sono ancora ispirati all'ideale greco antico di un'educazione completa. Considerando la grande dipendenza della cultura occidentale dai principi stabiliti nell'antica Grecia, il filosofo Hans-Georg Gadamer ha affermato che un ritorno ai Greci è per gli occidentali come un re-incontro con se stessi.
In ambito anglosassone, il suffisso inglese «-pedia», derivante dal greco antico παιδεία (appunto «paideia»), denota un contesto di formazione e trasmissione del sapere, come ad esempio nella stessa parola wikipedia.